# Conventions de La Haye de 1899 et 1907
 (novembre 2024).
La mise en forme du texte ne suit pas les recommandations de Wikipédia : il faut le « wikifier ».
Les points d'amélioration suivants sont les cas les plus fréquents. Le détail des points à revoir est peut-être précisé sur la page de discussion.
- Les titres sont pré-formatés par le logiciel. Ils ne sont ni en capitales, ni en gras.
- Le texte ne doit pas être écrit en capitales (les noms de famille non plus), ni en gras, ni en italique, ni en « petit »…
- Le gras n'est utilisé que pour surligner le titre de l'article dans l'introduction, une seule fois.
- L'italique est rarement utilisé : mots en langue étrangère, titres d'œuvres, noms de bateaux, etc.
- Les citations ne sont pas en italique mais en corps de texte normal. Elles sont entourées par des guillemets français : « et ».
- Les listes à puces sont à éviter, des paragraphes rédigés étant largement préférés. Les tableaux sont à réserver à la présentation de données structurées (résultats, etc.).
- Les appels de note de bas de page (petits chiffres en exposant, introduits par l'outil «  Source ») sont à placer entre la fin de phrase et le point final[comme ça].
- Les liens internes (vers d'autres articles de Wikipédia) sont à choisir avec parcimonie. Créez des liens vers des articles approfondissant le sujet. Les termes génériques sans rapport avec le sujet sont à éviter, ainsi que les répétitions de liens vers un même terme.
- Les liens externes sont à placer uniquement dans une section « Liens externes », à la fin de l'article. Ces liens sont à choisir avec parcimonie suivant les règles définies. Si un lien sert de source à l'article, son insertion dans le texte est à faire par les notes de bas de page.
- La présentation des références doit suivre les conventions bibliographiques. Il est recommandé d'utiliser les modèles {{Ouvrage}}, {{Chapitre}}, {{Article}}, {{Lien web}} et/ou {{Bibliographie}}. Le mode d'édition visuel peut mettre en forme automatiquement les références.
- Insérer une infobox (cadre d'informations à droite) n'est pas obligatoire pour parachever la mise en page.

Pour une aide détaillée, merci de consulter Aide:Wikification.
Si vous pensez que ces points ont été résolus, vous pouvez retirer ce bandeau et améliorer la mise en forme d'un autre article.

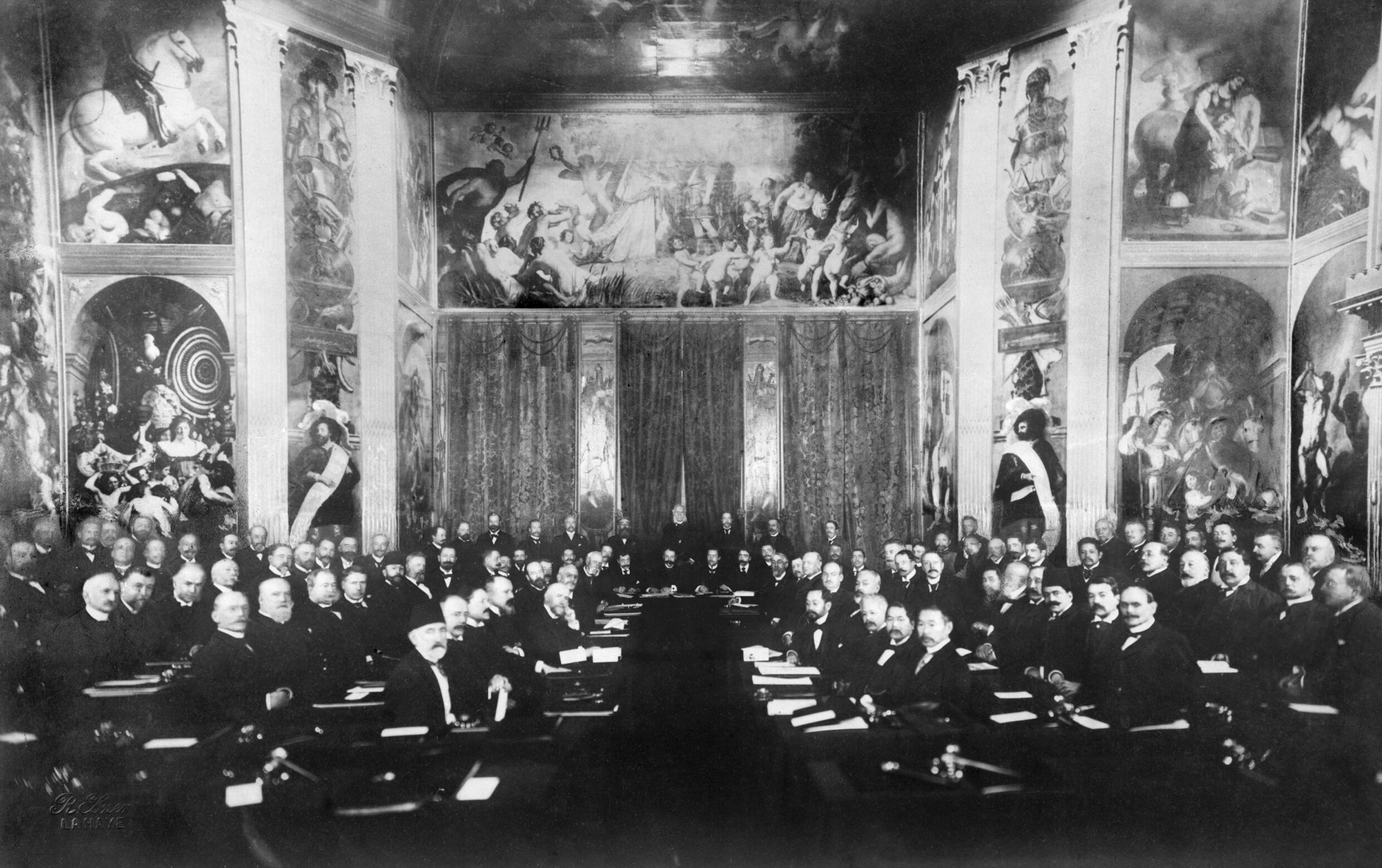
La première conférence de La Haye en 1899 : une réunion dans le Hall Orange du Huis ten Bosch palace

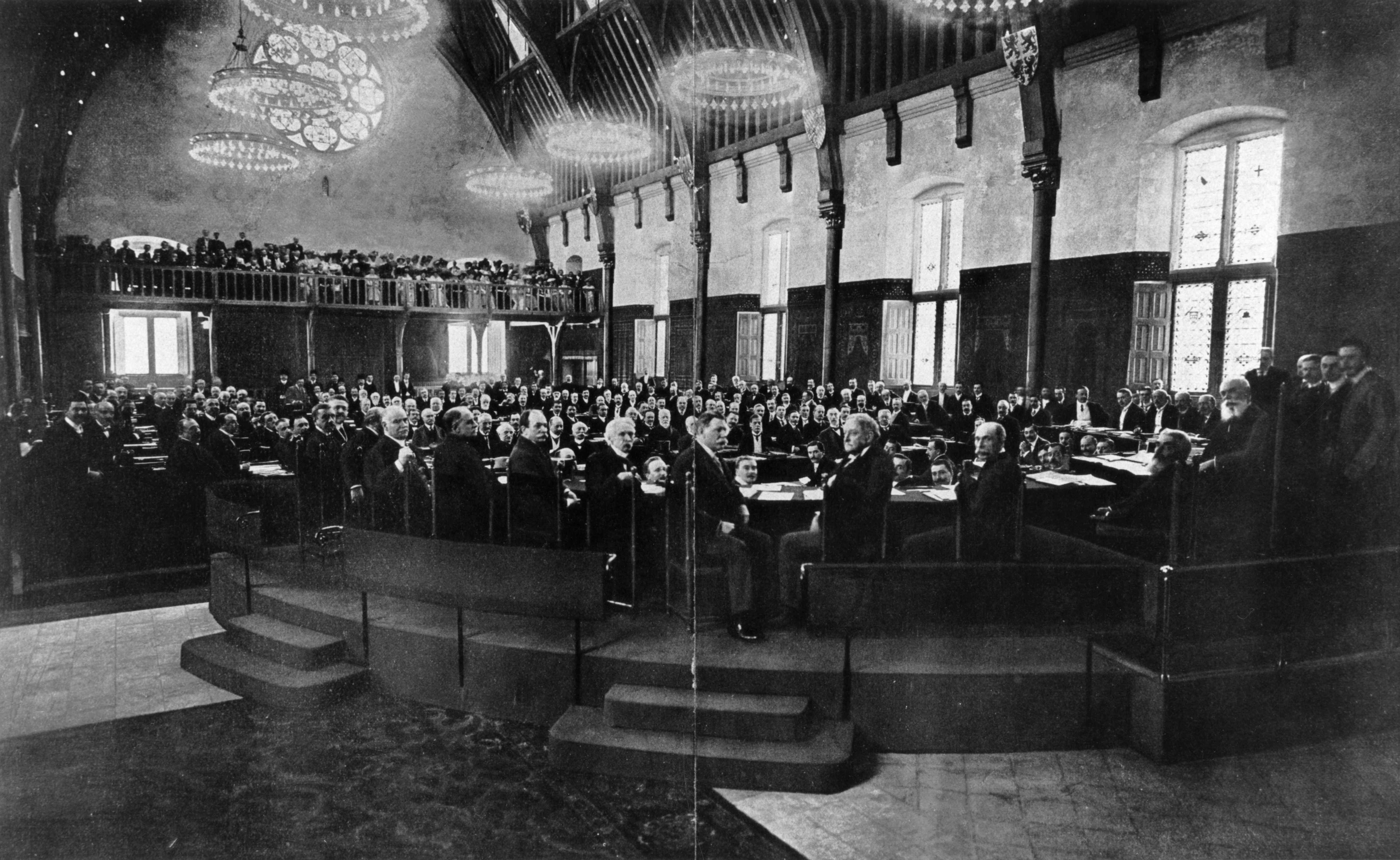
La seconde conférence de La Haye en 1907.

Les conventions de La Haye de 1899 et 1907 sont une série de déclarations et traités internationaux négociés lors de deux conférences internationales pour la paix à La Haye, aux Pays-Bas. Avec les conventions de Genève, les conventions de La Haye sont parmi les premiers règlements formels regardant les lois de la guerre et des crimes de guerre inscrits dans le corpus du droit international. Une troisième conférence était prévue en 1914 puis reprogrammée en 1915, mais qui n'a jamais eu lieu en raison du déclenchement du premier conflit mondial.

## Convention de La Haye de 1899
La Convention de La Haye de 1899 fait référence à trois traités internationaux et de trois déclarations additionnelles:
I- CONVENTION POUR LE RÈGLEMENT PACIFIQUE DES CONFLITS INTERNATIONAUX
II- Convention relative aux lois et coutumes de la guerre sur terre
III- Convention pour l'adaptation à la guerre maritime des principes de la Convention de Genève du 22 août 1864
IV,1- Déclaration concernant l'interdiction de lancer des projectiles et des explosifs à partir de ballons ou par d'autres nouvelles méthodes analogues 
IV,2- Déclaration concernant l'interdiction de l'emploi de projectiles ayant pour seul but de propager des gaz toxiques asphyxiants
IV,3- Déclaration concernant l'interdiction de l'utilisation de balles qui peuvent facilement se dilater ou changer de forme à l'intérieur du corps humain, telles que les balles dont le revêtement dur ne recouvre pas complètement le noyau ou qui contiennent des indentations.

## Convention de La Haye de 1907
La Convention de La Haye de 1907 consiste en treize traités internationaux - dont douze ont été ratifiés et sont entrés en application - et d'une déclaration:
I- CONVENTION POUR LE RÈGLEMENT PACIFIQUE DES CONFLITS INTERNATIONAUX
Cette convention confirme et élargi la Convention I de 1899. En février 2017, cette convention est admise par 102 états, et 116 états ont ratifié l'une ou les deux conventions I de 1899 et de 1907, lesquelles constituent les textes fondateurs de la Cour permanente d'arbitrage de La Haye.
II- Convention concernant la limitation de l'emploi de la force pour le recouvrement des dettes contractuelles
III- Convention relative à l'ouverture des hostilités
IV- Convention concernant les lois et coutumes de la guerre sur terre
V- Convention relative aux droits et devoirs des puissances et personnes neutres en cas de guerre sur terre
VI- Convention relative à la situation juridique des navires marchands ennemis au début des hostilités
VII- Convention relative à la transformation des navires marchands en navires de guerre
VIII- Convention relative à la pose de mines sous-marines automatiques au contact
IX- Convention concernant le bombardement des forces navales en temps de guerre
X- Convention pour l'adaptation à la guerre maritime des principes de la Convention de Genève (du 6 juillet 1906)
Cette convention est une actualisation de la Convention III de 1899. Elle fut remplacée en 1949 par la Deuxième convention de Genève.
XI- Convention relative à certaines restrictions relatives à l'exercice du droit de capture dans la guerre navale
XII- Convention relative à la création d'un tribunal international des prises navales
C'est la seule convention à n'être jamais entrée en fonction.
XIII- Convention concernant les droits et devoirs des puissances neutres dans la guerre navale
XIV- Déclaration interdisant le lancement de projectiles et d'explosifs à partir de ballons